# Helophora insignis
Helophora insignis là một loài nhện trong họ Linyphiidae. Chúng được John Blackwall miêu tả năm 1841.